# Stará Voda (Světlá Hora)

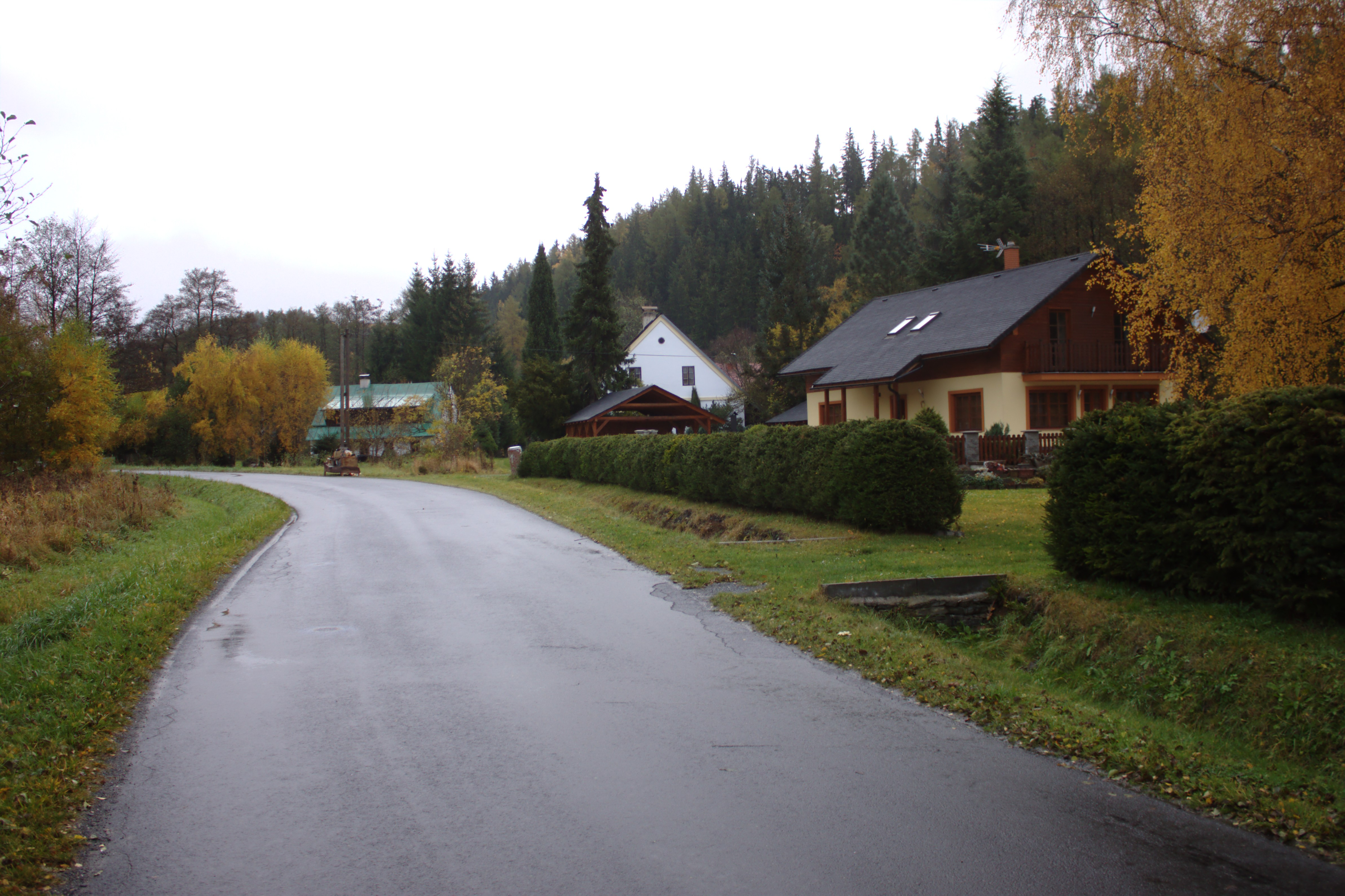
Dorfstraße

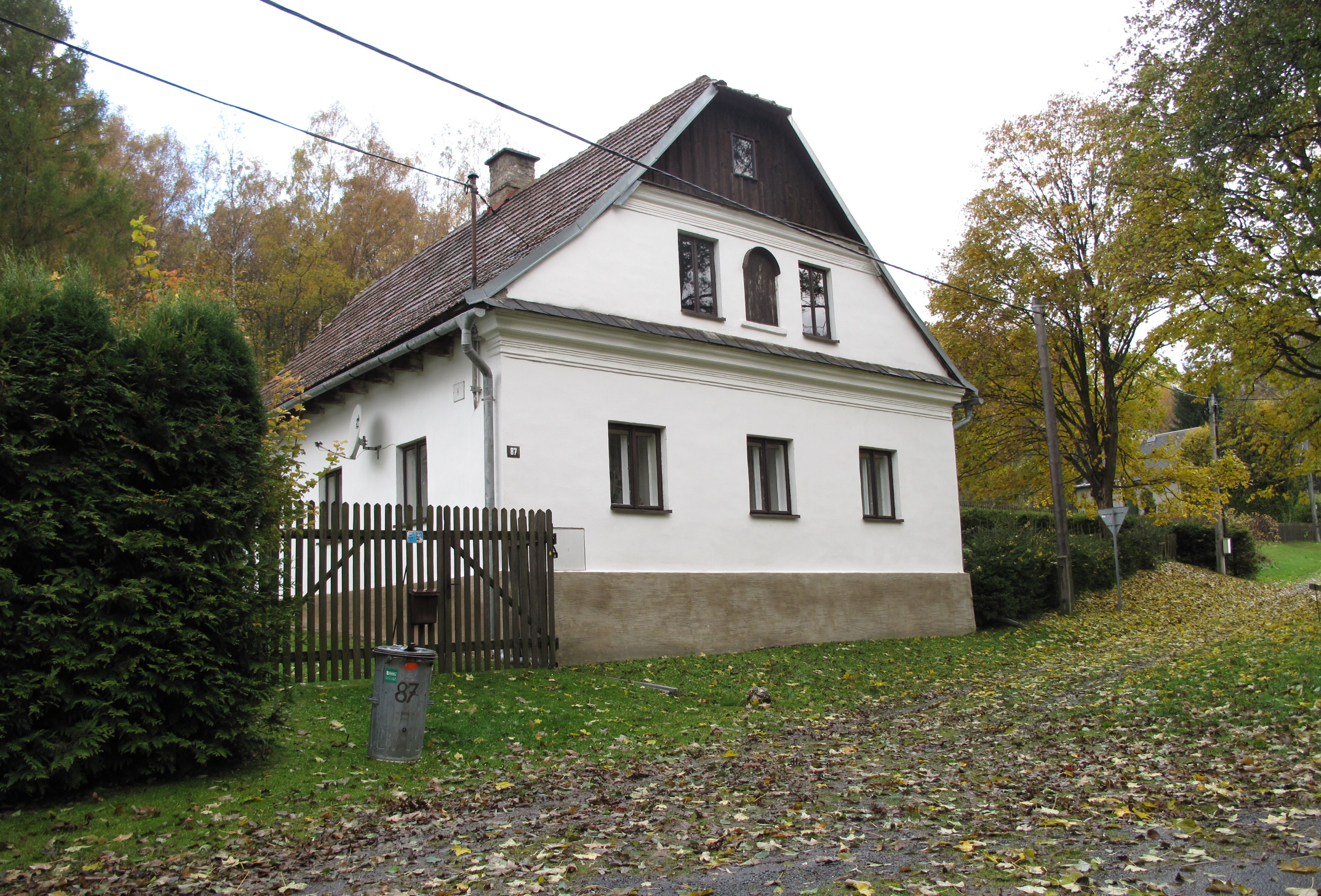
Haus Nr. 87

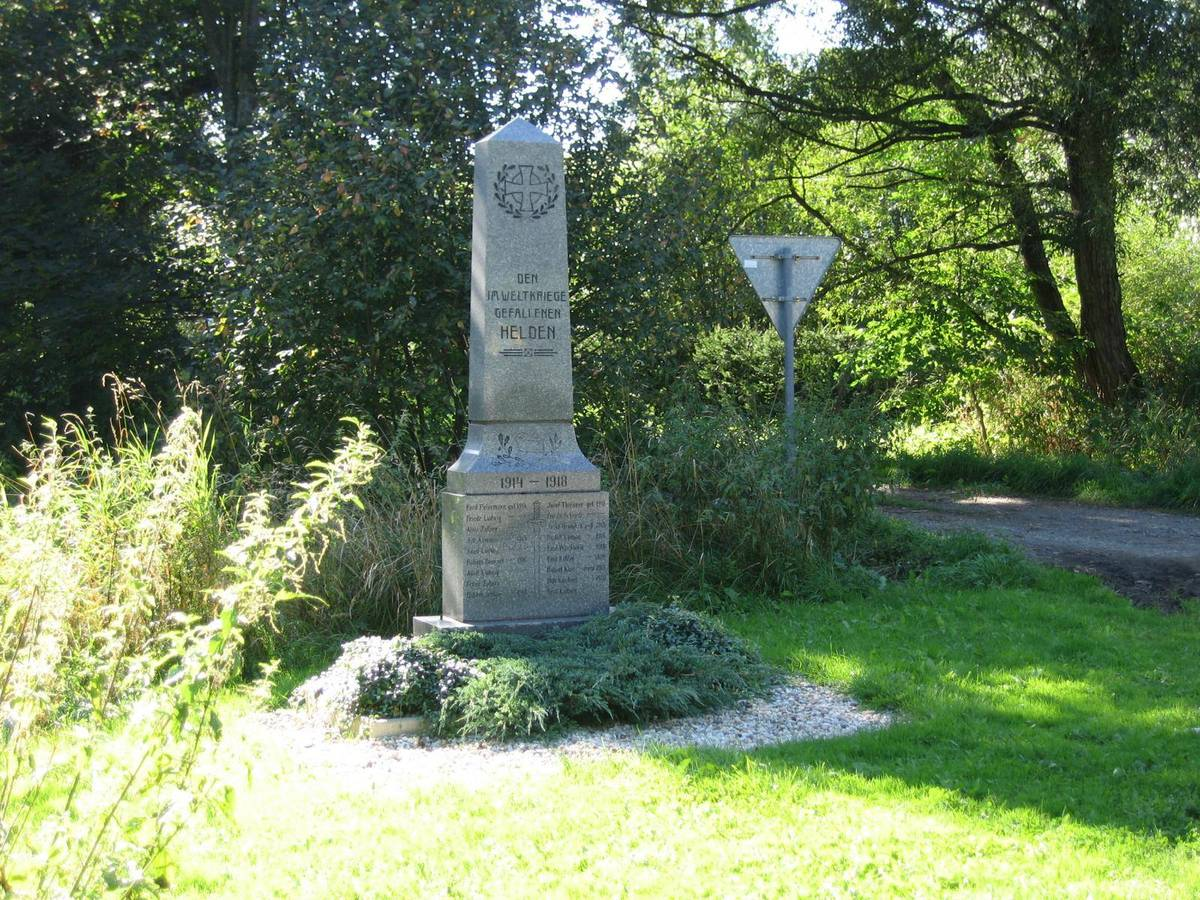
Kriegerdenkmal

Stará Voda (deutsch Altwasser) ist ein Ortsteil der Gemeinde Světlá Hora in Tschechien. Er liegt 13 Kilometer nordwestlich von Bruntál (Freudenthal) und gehört zum Okres Bruntál. 

## Geographie
Der als Waldhufendorf mit einseitiger Hufenflur angelegte Ort erstreckt sich im Tal des Baches Stará voda (Altwasser) im Altvatergebirge (Hrubý Jeseník). Nördlich erheben sich die Halda (Baderberg, 754 m n.m.), der Anenský vrch (Annaberg, 861 m n.m.) und der Kopřivník (Nesselberg, 838 m n.m.), im Osten die Vodárka (679 m n.m.), südwestlich der Stříbrný kopec (Silberberg, 706 m n.m.) und der Nad Podlesím  (752 m n.m.), im Westen der Za šestkou  (758 m n.m.) und der Kopřivový vrch (Nesselberg, 876 m n.m.) sowie nordwestlich der Hřeben (Langer Kamm, 958 m n.m.), die Dřevina (Holzberg, 921 m n.m.) und der Ovčí vrch (Schafberg, 966 m n.m.).
Nachbarorte sind Vrbno pod Pradědem (Würbenthal) im Norden, Pustá Rudná (Lauterseifen) im Nordosten, Andělská Hora (Engelsberg) im Osten, Světlá (Lichtewerden) im Südosten, Stará Rudná (Alt Vogelseifen) im Süden, Nová Rudná (Neu Vogelseifen) und Podlesí (Wiedergrün) im Südwesten sowie Karlova Studánka (Bad Karlsbrunn), Suchá Rudná (Dürrseifen) und Kyselka (Sauerbrunn) im Nordwesten.

## Geschichte
Das Dorf Altwasser wurde im Jahre 1557 durch die Besitzer der Herrschaft Freudenthal, die Herren von Würben und Freudenthal, im Tal westlich der Bergstadt Engelsberg gegründet und nach dem durchfließenden Bach benannt. Wegen der Beteiligung des Johann von Würben und Freudenthal am Böhmischen Ständeaufstand von 1618 wurde die Herrschaft nach der Schlacht am Weißen Berg konfisziert und 1621 an den Deutschen Orden verkauft. Dieser begann 1625 mit der Rekatholisierung der Gegend. Die ersten Kirchbücher wurden 1727 in Engelsberg geführt. 
Im Jahre 1835 bestand das Dorf Altwasser aus 51 weit auseinandergebauten, überwiegend hölzernen Häusern mit 362 deutschsprachigen und katholischen Einwohnern, die von der Landwirtschaft und Viehzucht lebten. Pfarrort war Engelsberg. Die Nutzfläche umfasste 320 Joch Ackerland, 82 Joch Hutweiden und 43 Joch Wiesenland. Bis zur Mitte des 19. Jahrhunderts blieb Altwasser der Minderherrschaft Freudenthal untertänig.
Nach der Aufhebung der Patrimonialherrschaften bildete Altwasser ab 1849 eine Gemeinde im Gerichtsbezirk Freudenthal. Ab 1869 gehörte Altwasser zum Bezirk Freudenthal. Zu dieser Zeit hatte das Dorf 416 Einwohner und bestand aus 57 Häusern. Der tschechische Ortsname Stará Voda ist seit 1871 nachweislich. Im Jahre 1900 lebten in Altwasser 389 Personen, 1910 waren es 342. Nach dem Zusammenbruch der k.k. Monarchie wurde die Gemeinde 1918 Teil der neu gebildeten Tschechoslowakei. Beim Zensus von 1921 lebten in den 62 Häusern der Gemeinde Altwasser / Stará Voda 297 Personen, davon 291 Deutsche. Im Jahre 1930 bestand die Gemeinde Altwasser aus 62 Häusern und hatte 284 Einwohner; 1939 waren es 282. Nach dem Münchner Abkommen wurde die Gemeinde 1938 dem Deutschen Reich zugesprochen und gehörte bis 1945 zum Landkreis Freudenthal. Nach dem Ende des Zweiten Weltkrieges wurde Stará Voda wieder Teil der Tschechoslowakei. Die deutschsprachige Bevölkerung wurde bis 1946 größtenteils vertrieben und der Ort mit Tschechen neubesiedelt. Im Jahre 1950 lebten in den 34 Wohnhäusern der Gemeinde nur noch 113 Personen. Mehrere Häuser blieben unbewohnt und wurden später abgerissen. 1953 wurde Stará Voda nach Suchá Rudná eingemeindet. Zum 1. Januar 1964 erfolgte die Eingemeindung nach Světlá Hora. Im Jahre 1970 hatte Stará Voda 96 Einwohner. Im Jahre 1991 bestand Stará Voda aus 16 Häusern und hatte 44 Einwohner. Beim Zensus von 2011 lebten in den 36 Häusern von Stará Voda 56 Personen. 

## Gemeindegliederung
Der Ortsteil Stará Voda bildet den Katastralbezirk Stará Voda v Jeseníkách.

## Sehenswürdigkeiten
- Gedenkstein für die Gefallenen des Ersten Weltkrieges, in der Ortsmitte.
- Kapelle des hl. Josef; das von einem ehemaligen Friedhof umgebene und seit der zweiten Hälfte des 20. Jahrhunderts ungenutzte Bauwerk befindet sich in einem verwahrlosten Zustand[5]
- Mehrere Chaluppen in Volksbauweise